# Prozatímní divadlo (Brno)
Prozatímní divadlo (Interimstheater) v Brně byla dočasná budova, v níž hrálo (německé) městské divadlo v mezidobí mezi požárem divadla na Zelném trhu roku 1870 a otevřením nové budovy (nyní Mahenovo divadlo) roku 1882.

## Historie německého Prozatímního divadla v Brně
V podvečer 23. června 1870 vypukl v dosavadním působišti Královského městského divadla na Zelném trhu – nyní Divadlo Reduta – požár, který v krátké době budovu až na obvodové zdi a na Redutní sál zcela zničil. O nahrazení stísněné, nereprezentativní a chátrající budovy městského divadla novostavbou na nově budované brněnské okružní třídě se diskutovalo již delší dobu, nastalá situace si však vyžádala urgentní řešení, a to i s ohledem na zaměstnání početného divadelního personálu.
Zejména tehdejší brněnský starosta Christian d'Elvert naléhal na rychlé obnovení divadelního provozu a na zřízení prozatímní divadelní budovy, dokud nebude možné postavit definitivní reprezentativní divadlo. Městská rada však odmítla financování stavby prozatímního divadla financovat z veřejných prostředků a dala přednost smlouvě se soukromým investorem. Proti návrhu osobního financování stavby od Josefa Esrela Rosenfelda dala přednost smlouvě s konsorciem občanů vedeným Theodorem rytířem von Offermannem, které se zavázalo postavit Prozatímní divadlo do tří měsíců. Podle smlouvy mělo nové divadlo zůstat v majetku konsorcia, město si však vymínilo určitý vliv na jeho provoz. Konsorcium rovněž převzalo vyhořelý areál dosavadního městského divadla a později ho využilo ke komerčním účelům; teprve roku 1909 a trvale od roku 1918 se do Redutního sálu navrátilo činoherní divadlo.
Do postavení prozatímní divadelní budovy se pro soubor brněnského divadla našlo dočasné působiště v jízdárně Jezuitských kasáren (zbořeny roku 1904). V tomto tzv. Nouzovém divadle (Noththeater) se hrálo od 14. srpna do 18. prosince 1870.
Pro místo byla po určitém váhání vybrána parcela na okraji Raduitova náměstí v sousedství Zemské sněmovny. Stavbu prozatímního divadla (s průčelím do Lažanského náměstí) zadalo konsorcium bez soutěže třiadvacetiletému architektu Ferdinandu Fellnerovi mladšímu; jeho otec, architekt Ferdinand Fellmer starší (1815–1871), byl autorem několika divadelních staveb. Z důvodu nedostatku času Fellmer mladší z velké části převzal otcovy plány pro vídeňské Divadlo na nábřeží Františka Josefa (známého jako Treumannovo divadlo), jež bylo postaveno roku 1860 a zničeno požárem roku 1863. Stavbu realizovala Vídeňská stavební společnost (Wiener Baugesellschaft) za účasti stavitele Josefa Arnolda. Offermannem původně plánované náklady 60 000 zlatých v konečné fázi dosáhly dvojnásobku.
Stavba proběhla ve stanoveném termínu a 1. ledna 1871 mohla být otevřena zahajovacím veršovaným proslovem ředitele Adolfa Franckela a představením Mozartova Dona Juana. Stavba byla postavena v prostém a úhledném novorenesančním stylu a pojala až 1600 diváků; návštěvníci oceňovali její prostornost oproti starému divadlu.
Po umělecké stránce nebylo desetiletí působení brněnského městského divadla v prozatímní budově příliš úspěšné. Jako dříve bylo pronajímáno ředitelům-podnikatelům, kteří se rychle střídali (do 1875 Adolf Franckel, 1875–1876 Heinrich Hirsch, 1876–1879 Ignatz Czernits, 1879–1881 Dominik Klang, 1881–1882 C. J. von Bertalan). V repertoáru dominovala v tomto období opereta; operní a činoherní repertoár vykazoval málo hodnotné soudobé tvorby. Kritika vytýkala divadlu nedostatek vedení a plánovitosti, které nedokázaly nahradit ani některé vynikající herecké či pěvecké výkony, a obecenstvo svou nespokojenost s klesající úrovně divadla projevilo povážlivým poklesem návštěvnosti; moravský zemský místodržitel Karl baron Korb von Weidenheim 15. října 1881 při představení frašky Er will nicht sterben dokonce zemřel. Rovněž po hospodářské stránce se divadlu nevedlo dobře: všichni ředitelé hospodařili se ztrátou a ředitel Klang dokonce skončil předčasně bankrotem. Jedním z důvodů bylo, že divadelní správě odpadly příjmy z Redutního sálu (jenž zůstal v majetku stavebního konsorcia) i případné příspěvky z městského rozpočtu a navíc musela Offermannovu konsorciu odvádět 5000 zlatých ročně za nájem divadelní budovy.
Popudem k vyřešení otázky definitivního divadla bylo pro městskou samosprávu v čele se starostou Gustavem Winterhollerem zpráva o požáru operního divadla v Nice 23. března 1881, při kterém zemřelo na dvě stě lidí (koncem téhož roku navíc došlo k ještě tragičtějšímu požáru vídeňského divadla Ringtheater). Brno zavedlo pro divadla přísnější požární předpisy, přičemž mj. zakázalo další česká představení v Besedním domě a urychlilo odstavení Prozatímního divadla. Svou roli hrály i nacionální důvody, neboť počátkem roku 1881 bylo založeno Družstvo českého národního divadla v Brně a hrozilo vybudovat městskému divadlu konkurenci. Historik brněnského německého divadla Gustav Bondi roku 1925 o okolnostech stavby nového divadla psal „Češstvo již začalo hlodat na osvědčených pilířích němectví a prosadilo se poznání, že je třeba všemi prostředky pracovat na udržení německosti našeho města a že vedle školy a domova musí jako nejúčinnější a nejužitečnější obrana přistoupit divadlo, totiž divadlo jako národní bašta.“ Novou divadelní budovu se město rozhodlo vystavět vlastním nákladem a navíc převzít správu divadla, dosud pronajímaného jednotlivým ředitelům, do vlastních rukou. Vybudováním nového divadla opět v novorenesančním slohu byl i tentokrát pověřen Ferdinand Fellner, respektive jeho firma Fellner a Helmer, a stavba trvala od července 1881 do října 1882.
Posledním představením v brněnském Prozatímním divadle byla 5. dubna 1882, před začátkem velikonoční přestávky, tragédie Friedricha Halma: Griseldis. Následně bylo Prozatímní divadlo strženo. 14. listopadu 1882 pak byla nová budova Královského městského divadla otevřena slavnostním programem, který začal Beethovenovou ouverturou Die Weihe des Hauses a vrcholil Goetheho činohrou Egmont.

## České prozatímní divadlo v Brně
Jako Prozatímní divadlo, plným názvem České prozatímní národní divadlo v Brně, se označovalo ve své první fázi divadlo ve Veveří ulici určené pro stálé divadlo české menšiny (nynější Národní divadlo Brno). Vzniklo přestavbou restaurace U Marovských s tančírnou Orfeum roku 1884. Umístění, jež bylo původně zamýšleno jako provizorní, se stalo trvalým a po dalších stavebních úpravách v roce 1894 se už divadlo ze svého označení přívlastek „prozatímní“ vypustilo. Tato budova byla zbořena roku 1952.